# Jay Laga'aia
Jay Laga'aia est un acteur néo-zélandais né le 10 septembre 1963 à Auckland.

## Biographie
En 2002 il participe et arrive en finale de l'unique saison de Celebrity Big Brother en Australie. 
En 2017 il participe à la saison 3 de I'm a Celebrity… Get Me Out of Here! en Australie.

## Filmographie

### Cinéma
- 1988 : Le Navigateur : Une odyssée médiévale : Jay
- 1988 : Never Say Die : Bruce
- 2002 : Star Wars, épisode II : L'Attaque des clones : Capitaine Typho
- 2005 : Star Wars, épisode III : La Revanche des Sith : Capitaine Typho
- 2006 : Solo : Vincent
- 2008 : L'Île de Nim : Helicopter Pilot
- Vide : Zombies! Zombies! Zombies! : le zombie cyclope
- 2008 : Crooked Business : Pickaxe
- 2009 : Daybreakers : Sénateur Turner
- 2012 : The Unbroken : Morgan Stevens
- 2015 : The Half Dead : Dr Keller

### Télévision
- 1984-1986 : Heroes : Ron Ualesi (14 épisodes)
- 1989 : The Shadow Trader (1 épisode)
- 1992 : The Other Side of Paradise : Mana
- 1993 : Soldier Soldier : Sergent Bob Gilligan (2 épisodes)
- 1994 : Surfers détectives : Buck Walton (1 épisode)
- 1995 : Mysterious Island : Tenape (3 épisodes)
- 1998 : The Violent Earth : Jean-Christian
- 1998 : Tales of the South Seas : (1 épisode)
- 1995-2000 : Xena, la guerrière : Draco (3 épisodes)
- 2000 : Green Sails : Maru
- 1996-2001 : Brigade des mers : Senior Constable Tommy Tavita (151 épisodes)
- 2000-2003 : Street Legal (en) : David Silesi (52 épisodes)
- 2005-2006 : All Saints : Michael Stevenson (2 épisodes)
- 2007 : McLeod's Daughters : Gabriel (1 épisode)
- 2008 : Larry the Lawnmower : le narrateur (2 épisodes)
- 2008 : The Strip : Joe Tahore et Frogman (1 épisode)
- 2008-2009 : Legend of the Seeker : L'Épée de vérité : Chase Brandstone (4 épisodes)
- 2008-2011 : Bed of Roses : Nick Pickering (24 épisodes)
- 2010-2012 : Summer Bay : Elijah Johnson (546 épisodes)
- 2015 : Jay's Jungle : Jay (65 épisodes)